# Edicola Fiore
Edicola Fiore è stato un programma televisivo e radiofonico italiano di intrattenimento, ideato, diretto e condotto da Fiorello, trasmesso dal 2011 al 2017.
Venne diffuso originariamente sul web tramite social network e piattaforme similari (prima realizzato esclusivamente su Twitter come @edicolafiore dal 2011, poi online anche su YouTube dal 2012 e in maniera ufficiale anche su Facebook dal 2013) e in seguito sotto forma di programma radiofonico (andato in onda su Rai Radio 2 dal 2013 al 2014, con la co-conduzione di Marco Baldini) e di programma televisivo (trasmesso su Sky Uno, sul canale Active di Sky TG24 e in replica su TV8 tra il 2016 e il 2017 con la co-conduzione di Stefano Meloccaro).
Il format è stato poi ripreso in toto dallo stesso Fiorello per Viva Asiago10!, l'anteprima web di Viva RaiPlay!, in onda su RaiPlay nel 2019, e per il successivo Viva Rai2!, trasmesso su Rai 2 dal 2022.

## Edizioni

### Radio
| Edizione | Messa in onda    | Messa in onda    | Puntate | Emittente   | Conduzione                 | Location                           | Sede |
| Edizione | Inizio           | Fine             | Puntate | Emittente   | Conduzione                 | Location                           | Sede |
| -------- | ---------------- | ---------------- | ------- | ----------- | -------------------------- | ---------------------------------- | ---- |
| 1ª       | 21 novembre 2013 | 14 febbraio 2014 | 49      | Rai Radio 2 | Fiorello con Marco Baldini | Bar Ambassador, Via Flaminia Nuova | Roma |

### TV
| Edizione | Messa in onda   | Messa in onda    | Puntate | Emittente                    | Conduzione                     | Location                              | Sede |
| Edizione | Inizio          | Fine             | Puntate | Emittente                    | Conduzione                     | Location                              | Sede |
| -------- | --------------- | ---------------- | ------- | ---------------------------- | ------------------------------ | ------------------------------------- | ---- |
| 1ª       | 31 maggio 2016  | 10 giugno 2016   | 9       | Sky Uno Sky TG 24 Active TV8 | Fiorello con Stefano Meloccaro | Bar Ambassador, Via Flaminia Nuova    | Roma |
| 2ª       | 10 ottobre 2016 | 16 dicembre 2016 | 50      | Sky Uno Sky TG 24 Active TV8 | Fiorello con Stefano Meloccaro | Bar Ambassador, Via Flaminia Nuova    | Roma |
| 3ª       | 20 marzo 2017   | 19 maggio 2017   | 40      | Sky Uno Sky TG 24 Active TV8 | Fiorello con Stefano Meloccaro | Bar Delfo, Piazza dei Giuochi Delfici | Roma |

## Storia

### Le clip spontanee eL'Edicolasu Twitter (2011)
Il 1º settembre 2011 Fiorello si iscrive su Twitter e in contemporanea, tramite il suo profilo @sarofiorello, comincia a pubblicare in maniera quotidiana brevi video (mediamente di 4-5 minuti, in alcuni casi definiti ''clippini'' per la durata ancor più ridotta) realizzati con il suo smartphone. Questi filmati amatoriali vedono come protagonisti gli amici dell'edicola e del bar (precisamente situati, almeno all'epoca, in Via Flaminia Nuova) vicini alla precedente abitazione romana dello showman, luoghi che con il passare dei giorni diventano scenario abituale di una rassegna stampa che viene indetta tra le 7:00 e le 8:00 circa di ogni mattina.
Con il pretesto di leggere i titoli dei maggiori giornali e di fare una veloce analisi sui fatti d'attualità e politica del giorno, Fiorello monta il suo spontaneo e improvvisato spettacolo fatto di battute estemporanee, opinioni e chiacchiericcio vario. Il tutto sotto gli occhi dei clienti e dei passanti, spesso all'aperto, seduto al tavolino del bar sul marciapiedi. Lo showman siciliano è al tempo stesso cameraman del filmato, quindi è presente solo come una voce fuori campo e non appare mai in video, se non in qualche rara occasione.
La rassegna diventa un vero e proprio appuntamento giornaliero e i video vengono pubblicati sotto il titolo L'Edicola. In concomitanza con il ritorno di Fiorello in prima serata su Rai 1, il format viene anche utilizzato come anteprima del suo show #ilpiùgrandespettacolodopoilweekend, in cui è trasmesso il filmato girato il mattino antecedente ciascuna delle quattro puntate del programma, dal 14 novembre al 5 dicembre 2011.

### Lo sbarco su YouTube, l'ampliamento delle piattaforme e l'arrivo degli ospiti
Dopo aver cancellato l'account @sarofiorello da Twitter il 30 marzo 2012, per presunte illazioni, critiche e insulti rivolte nei suoi confronti, il successivo 3 aprile Fiorello ricompare attraverso una clip pubblicata su YouTube, piattaforma sulla quale la rassegna mattutina si trasferisce, venendo poi postata sul suo sito ufficiale (rosariofiorello.it) e sui suoi profili Facebook e Twitter. L'Edicola muta in @edicolafiore e viene amplificata e promossa da numerosi personaggi dello spettacolo tramite Twitter, oltre ad essere trasmessa integralmente da RTL 102.5 e RTL 102.5 TV. La prima edizione si conclude il 1º giugno 2012.
A @edicolafiore compaiono molti ospiti famosi. Nell'edizione 2012-2013 gli ospiti sono i seguenti: Salvo Sottile, Stefano Meloccaro (ricorrente), Giorgio Faletti, Al Bano, Gegè Telesforo, Matteo Brancaleoni (ricorrente), Fabio Volo, Max Biaggi, Edoardo Vianello, Valerio Staffelli, Syria, Antonio Maggio, Il Cile, Pierpaolo Peroni, Renzo Rubino, Gianluca Guidi (ricorrente), i Blastema, Malika Ayane, Luca De Gennaro, Biagio Antonacci, Giovanni Vernia, Claudio Lauretta, Giuliano Sangiorgi, Roberto Giacobbo, Enrico Ruggeri, Luca Barbarossa, Nicola Savino, Claudio Bonivento (ricorrente), Alfonso Signorini, i Flaminio Maphia, Catena Fiorello, Fiorella Mannoia, Max Pezzali, Davide De Marinis, Marco Mengoni, Gianluca Grignani, Vittorio Emanuele Propizio, Guglielmo Amendola, Federico Costantini, Mimmo Foresta e Luigi Cecinelli.
Partecipano invece a video promozionali del programma: Arisa, Valerio Staffelli, Emiliano De Martino, Lorena Bianchetti, Roberto Ferrari, Al Jarreau, Vanessa Gravina, Bibi Ballandi, Amadeus, i Modà, Red Ronnie, Victoria Cabello, Claudio Cecchetto, il Trio Medusa, I soliti idioti, Claudio Lauretta, Matteo Brancaleoni, Oscar Giannino, Jimmy Ghione, Francesco Giorgino e Michael Bublé.
Le mini sigle vengono realizzate nel tempo da: Jovanotti (ne compone tre da 20 secondi ciascuna), Giuliano Sangiorgi che la canta anche dal vivo il giorno in cui è ospite, Giovanni Vernia (la cui sigla viene mostrata in occasione della sua ospitata), Max Pezzali, Vincenzo Capua (cantante emergente e ospite fisso del programma che arriva in finale al Festival di Castrocaro 2011 e che partecipa alle selezioni per il Festival di Sanremo 2014), Chiara Galiazzo, Gianni Morandi e infine Zibba.
Dal 10 dicembre 2012 @edicolafiore va in onda anche su Sky Uno alle 10.00 e replicato alle 21.00; anche Radio Kiss Kiss amplifica il programma.
Il 18 gennaio 2013 il programma Italia domanda manda in onda una clip dell'Edicola tratta dalla puntata del giorno in cui il gruppo pone una serie di domande a Silvio Berlusconi in esclusiva per la trasmissione.
Dal 14 maggio non è più il canale di Paolo Fini a postare L'Edicola ma direttamente quello di Fiorello stesso.

### La trasformazione in programma web
Il gruppo si trasforma nel tempo in un vero e proprio programma web con commenti sulle notizie dei quotidiani, vignette, appelli per iniziative di carattere sociale, esibizioni di personaggi famosi, artisti emergenti e promozioni di cd/libri/film/programmi. Si arriva poi alla creazione di nuovi spazi come l'Anteprima, l'Edicola Show (esibizioni live degli ospiti) e l'Edicola Backstage.
Il 12 giugno @edicolafiore va in onda in diretta streaming dalle 11.00 sul sito di Fiorello (e anche su altri importanti siti come Corriere.it, Deejay.it, Rai.it, RTL.it, Sky.it) in occasione dell'ultima puntata "l'Edicola Fiore Live!" dalla durata eccezionale di 93 minuti (anziché 10/15 minuti) con oltre 2.000.000 di persone collegate. Gli ospiti sono: l'astronauta Luca Parmitano, Jovanotti (in video), Biagio Antonacci, Negramaro, Max Pezzali, Claudio Cecchetto, Gianluca Guidi, Luca Barbarossa, Giovanni Vernia, Claudio Lauretta, Cicerone "Ciccetto" PAB, Renzo Rubino, Matteo Brancaleoni, Claudio Bonivento, Pinuccio, Giuseppe De Siato e Emiliano de Martino.
Il 3 luglio dal Bar Ambassador di via Flaminia Nuova, nuova "sede" del programma, viene effettuato un collegamento con Studio 5, trasmissione che celebra la storia di Canale 5.
Il 15 luglio viene registrata e poi pubblicata alle ore 13.00 #EdicolaEstate, speciale di 40 minuti con ospiti Salvo Sottile e Chiara Iezzi.
Dall'Edicola nasce Fabrizio Rogano, conduttore della nuova trasmissione di Real Time Paint on the road.
Nell'edizione 2013-2014 gli ospiti sono: Amadeus (ricorrente), Sal da Vinci, Silvia Salemi, Salvo Castagna (ricorrente), Kristian Paoloni Il Salutatore dei Vip, Levante, Paola Concia, Niky Giusino (ex spalla di Gabriele Paolini), Claudio Bonivento (ricorrente), i Jutty Ranx, Edoardo Vianello, Emis Killa (ricorrente), Francesco Sarcina, Luca Barbareschi, Clemente Russo, Giovanni Vernia (ricorrente), Gabriele Cirilli, Vanda Rapisardi, Giovanni Veronesi, Iva Zanicchi, Rita Pavone, Valerio Staffelli, Andrea Scanzi, Antonio Ancora, Davide Vannoni, Laura Pausini, Lodovica Comello, Giulia Arena, Luigi Mariano, Claudio Cecchetto, Luca Bianchini, Giovanni Caccamo, Savino Zaba, Gianluca Guidi, Giorgia, Fabrizio Rogano, Claudio Borneo, Pif, Nicola Sinisi, Luigi Gubitosi, Massimiliano Pani, Matteo Brancaleoni, Virginio, Mimmo Foresta, Cristina D'Avena, Jovanotti, Luca Parmitano, Paolo Belli, Francesco Di Bella & Ballads Cafè, Lucia Mascino, Chiara Galiazzo, dott. Giorgio Meneschincheri, Il Volo, Fiorella Mannoia, Luca De Gennaro, Roberto Giacobbo, Stefano Meloccaro, Pascal Vicedomini, il cast di Romeo e Giulietta - Ama e cambia il mondo, Carlo Conti, Duccio Forzano, Riccardo Bocca, Tatiana Dessi come Peppa Pig, Claudio Lauretta, Andrea Perroni, Gianni Morandi, Federico Corona, Max Gazzè, Salvo Sottile, Emma, Paolo Giordano, Giusy Buscemi, Vittoria Puccini, Francesco De Gregori, Bruno Vespa, Renzo Rubino, Gaetano Curreri, prof. Pietro Migliaccio, Roberta Bruzzone, Elisa, Barbara D'Urso, Davide Papasidero, Luca Carboni, Alessandra Amoroso, Pippo Crotti, Beppe Fiorello, Jonis Bascir, Paola Cortellesi, Marco Mengoni, Simona Molinari, Ferruccio De Bortoli, Francesca Piccinini con le compagne della Nazionale di pallavolo, Cristina Chiabotto, Edoardo Leo e Valeria Solarino, Sydney Sibilla, Zero Assoluto, Zibba, Ferzan Özpetek, Elena Sofia Ricci, Francesco Scianna, Giovanni Allevi, Riccardo Sinigallia, Elisa D'Ospina, Flavio Insinna, Salvatore Esposito, Paola Folli, Alessandra Puglisi, Alessandra Cattelan, Flavio Mucciante, Vincenzo Mollica, Amadeus (ricorrente) e Marco Baldini. Con quest'ultimo, ormai ospite fisso dal 27 settembre, propone gag e imitazioni legate ai personaggi nati ai tempi di Viva Radio 2, come Andrea Camilleri. Altre imitazioni di Fiorello sono quelle di Silvio Berlusconi, Angelino Alfano, Erick Thohir, Pupo, il dietologo Pietro Migliaccio, Maria Bovoli la nonna di Matteo Renzi, Aurelio De Laurentiis, Bruno Vespa, Beppe Bergomi e Annamaria Cancellieri con il tormentone storpiato A far l'amore comincia tu.
La schola cantorum è composta da: gli Effervescenti Naturali Pacifico, Gino ed Eduardo Acciarino detti "i gemelli di Guidonia", Silvia Aprile, Shany Martin e i suoi "Fracasso da Velletri", Vincenzo Capua, Giuseppe De Siato, Gianmarco Fraska, Pierluigi Siciliani in arte Piji, il pianista Filippo "Filo" Merola, il chitarrista Giulio Viola e i rapper Snello e Salvatore Petrotta in arte "OthelloMan".
Altri partecipanti dell'Edicola sono: Aldo De Martino "Gionuein", Vito Scrimieri "Agonia" che chiude la rubrica DoReCiakGulp di Vincenzo Mollica su Rai 1, Arnaldo Del Piave detto il puttaniere, Susanna "Susy" Vianello, Fabio Di Carlo detto er dottore, Maura Petroni detta la moglie der dottore, Fabio Fusai detto "Fabione" , Ruggiero, la Cofanella, er Pompa con la rubrica politica del sabato er Pompa Docet, Wilson, il vignettista Diz, Claudio Bandini detto "il Dandi". Debuttano a stagione in corso i cantanti Giulia Pratelli, scartata alle selezioni del Festival di Sanremo, e Simone Avincola. Inoltre ogni giorno Fiorello pubblica su Twitter le vignette di Beppe Beppetti.
Il 29 settembre in esclusiva mondiale i Jutty Ranx presentano all'Edicola il loro nuovo singolo Lover and a Fool in uscita il 13 ottobre.
Dal 6 all'11 novembre l'Edicola non va in onda a causa di un'ernia che colpisce Fiorello.
Il 12 e il 13 novembre Fiorello all'Edicola, per salvare l'amico Amadeus dall'eliminazione a Tale e quale show, lancia una campagna tramite gli hashtag #VotaAma #pernonfarearrivareultimoamadeus a #taleequaleshow. Amadeus si piazza a sorpresa al terzo posto ringraziando Fiorello vincendo inoltre il "Premio esibizione più divertente". Il giorno dopo all'Edicola Amadeus viene omaggiato per l'inaspettato successo e lui, ancora incredulo, ringrazia i telespettatori che lo hanno votato.
Amadeus verrà poi omaggiato ulteriormente a dicembre per il 3º posto finale conquistato a Tale e quale show.
In questo periodo il programma raggiunge l'apice del successo: dal 21 novembre l'Edicola va in onda per 5 minuti anche su Radio 2 alle 7.58 con anteprima alle 7.20 e replica alle 10.20.
Quel giorno, dopo una grande attesa con inviti e annunci fatti tramite video, è ospite Laura Pausini che si esibisce in esclusiva con il suo nuovo brano Limpido e anche con alcune cover e persino canzoni cristiane.
Nel frattempo alcuni membri della schola cantorum cresciuti da Fiorello come Vincenzo Capua, Silvia Aprile, i gemelli di Guidonia, Giuseppe De Siato e OthelloMan si esibiscono in spettacoli teatrali ed esordiscono nelle radio locali. Vincenzo Capua, Silvia Aprile e Piji si sono anche presentati alle selezioni del Festival di Sanremo su spinta di Fiorello venendo però scartati.
Il 1º dicembre al PalaLottomatica di Roma il cantante Giuliano Sangiorgi realizza insieme al pubblico una sigla speciale per l'Edicola che Fiorello manda in onda il giorno seguente insieme ad un altro video in cui compare proprio insieme a Sangiorgi che ripropone la sigla con un pupazzo che gli assomiglia.
Il 6 dicembre Matteo Brancaleoni presenta all'Edicola il suo nuovo cd Christmas With You che schizza subito al 2º posto nella classifica Top Jazz dei downloads di iTunes, appena dietro all'album di Mario Biondi. In seguito anche il disco di OthelloMan Amminchiachina arriva al 5º posto dietro a Emis Killa.
Nel gennaio 2014 all'Edicola è ospite Carlo Conti che, presentando il suo nuovo libro e alla presenza del regista di Sanremo Duccio Forzano, strappa a Fiorello la promessa di venire come ospite ad un eventuale Festival di Sanremo condotto da lui, promessa ancora non mantenuta.
A febbraio l'Edicola riceve il Premio Regia Televisiva come Miglior programma web.
A partire dal 16 marzo 2014 Fiorello avrebbe dovuto riprendere il tour nei teatri accompagnato da Marco Baldini, Enrico Cremonesi e i gemelli di Guidonia con un'interruzione dell'Edicola già a partire dal 21 febbraio ma a causa dell'incidente con la moto di inizio marzo tutte le tappe vengono annullate. Fiorello torna in video con Agonia il 16 aprile e l'Edicola riprende ufficialmente il 28 aprile.

### La versione radiofonica,Fuori Programmae il ritorno occasionale
Dal 5 maggio al 27 giugno è su Radio 1 insieme a Baldini e agli altri amici dell'Edicola con Fuori Programma (#FuoriProgrammaLiveForWeb), al posto della più lunga Edicola, tutti i giorni alle 8.30 con repliche e il "the best" nel weekend; nel promo c'è la voce della figlia Angelica e le sigle sono di Jovanotti e dei gemelli di Guidonia. Fiorello inizia ad usare le note audio dell'iPhone come strumento per il suo show. Dal 4 agosto va in onda Fuori Programma Estate sempre su Radio 1 dal lunedì al venerdì alle 8.30 e alle 13.30. Sempre nello stesso periodo come l'estate precedente vanno in onda i video vacanzieri del Laos con Stefano Meloccaro.
L'8 settembre parte ufficialmente l'edizione 2014-2015 dell'Edicola con gli stessi partecipanti e si parte commemorando Mike Bongiorno a cinque anni dalla sua scomparsa. Dal 24 settembre al 19 dicembre va di nuovo in onda Fuori Programma sempre su Radio 1 con le riprese del video maker Massimo Ruggini e le imitazioni di Gabriella Germani. Ospiti di quest'anno sono: Riccardo Bocca, Massimo Giannini (al telefono), Maria Latella, Clarissa Marchese, Patrizia Mirigliani, Stefano Babini, Red Canzian, Chiara Galiazzo, Alessandro Greco, Serena Rossi, Pietro Sermonti, Max Bruno, Giovanni Vernia, Claudio Cecchetto, Alessandra Amoroso, i Santa Margaret, Riccardo Milani, Paola Cortellesi, Raoul Bova, Jonis Bascir, Massimiliano Benvenuto, Letizia Ciampa, Olen Cesari, Alessandro Sanguigni, Valerio Mastandrea, Roberto Cohiba, Diana Del Bufalo, Caparezza, Gianluca Giugliarelli, Massimo Boldi, Neri Parenti, Lello Analfino, Giovanni Caccamo, Francesca Schiavone, Suor Cristina Cuccia, Enrico Montesano, Luca Sapio, Ambra Angiolini, Enrico Cremonesi e Stefano Meloccaro (ricorrente). Le imitazioni riguardano: Aurelio De Laurentiis, Riccardo Cocciante, Beppe Bergomi, Valeria Bruni Tedeschi, Ignazio La Russa, Chiara Galiazzo, Anna Maria Cancellieri, Erick Thohir, Ignazio Marino, Maria Bovoli la nonna di Matteo Renzi, Gianni Morandi.
Il 28 settembre i gemelli di Guidonia debuttano a Quelli che il calcio su Rai 2.
Fuori Programma va in onda eccezionalmente a Milano il 15 ottobre dal dietro le quinte del Teatro degli Arcimboldi di Milano, il 23 e 24 ottobre dal Lounge Bar con Marco Baldini, Enrico Cremonesi e i gemelli di Guidonia e il 12 dicembre al Sergio&Fisio Chiosco Bar, vecchio bar dei ragazzi di via Massena di Radio Deejay, con Cremonesi, i gemelli di Guidonia, Stefano Meloccaro e Pippo Crotti.
Nel frattempo Marco Baldini abbandona il programma perché non è più "in grado di garantire un buon livello di professionalità, preferisco non danneggiare Fuoriprogramma e lasciare la trasmissione con Fiorello su Radio 1".
Il 20 novembre viene promosso il film Tre tocchi con ospiti gli attori Jonis Bascir, Massimiliano Benvenuto e Letizia Ciampa e con un'improvvisazione della colonna sonora cantata da Silvia Aprile.
Alle selezioni per il Festival di Sanremo 2015 Giulia Pratelli viene scartata mentre Giovanni Caccamo viene ammesso e vincerà poi nella categoria Giovani.
Nel frattempo Fiorello partecipa al videoclip di #FamoseNSerfi di Simone Avincola dopo aver partecipato già a quello precedente di Canzone stupida.
Dopo il tour pentamestrale intitolato di Fiorello, accompagnato da Enrico Cremonesi e dai gemelli di Guidonia, l'8 settembre 2015 riprende l'@edicolafiore improvvisando 40 minuti di varietà in diretta su Twitter via Periscope e su Facebook via Streamago in ricordo di Mike Bongiorno, morto esattamente sei anni prima. I partecipanti sono sempre gli stessi e gli ospiti di quest'anno sono: Beppe Fiorello, Gabriele Muccino.
Torna in diretta su Facebook Mentions dal 7 gennaio 2016, similmente alla prima versione di pura discussione con gente comune, ovvero i principali amici del bar. Dall'11 al 29 gennaio, dal lunedì al venerdì, va in onda anche su Twitter e YouTube (in differita, in versione HD e con inquadrature professionali inedite) e si riprende in maniera più strutturata, con nuovamente la schola cantorum e ospiti occasionali.
Viene poi ripresa saltuariamente (a causa della seconda parte della tournée L'ora del Rosario) il 27 febbraio, il 5, 17, 22 aprile, l'1, 5 e 17 maggio. Nelle ultime puntate Fiorello annuncia di voler portare il format in tv e fa un esplicito e pubblico appello ai maggiori network televisivi italiani, Rai, Mediaset, LA7 e Sky.

### La versione televisiva su Sky (2016-2017)

#### Prima edizione (2016)
Dal 31 maggio al 10 giugno 2016 Edicola Fiore debutta ufficialmente come programma televisivo con 9 puntate speciali realizzate presso il Bar Ambassador in Roma, in diretta dal lunedì al venerdì su Sky Uno dalle 7:30 alle 8:00, in replica in chiaro su TV8 dalle 8:00 alle 8:30, e disponibile sul canale interattivo Sky TG24 Active dalle 8:00 alle 10:00.
Ogni puntata viene anche ritrasmessa nella fascia serale dell'access prime time (alle 20:30 su Sky Uno e alle 20:40 su TV8) con il titolo Edicola Fiore della sera, in una versione rieditata con contenuti extra rispetto alla diretta del mattino. Il sabato e la domenica va in onda Edicola Fiore - The Worst Of, il meglio e il ''peggio'' della settimana, trasmesso ad orari variabili in fascia prandiale e in seconda serata.
Nel cast fisso, oltre ai personaggi del bar e della schola cantorum, sono presenti il giornalista sportivo Stefano Meloccaro (in qualità di co-conduttore, già volto di Sky Sport 24), Gabriella Germani (con le imitazioni di Maria De Filippi, Daria Bignardi, Giorgia Meloni, Simona Ventura, Sabrina Ferilli e Virginia Raggi), Riccardo Rossi (nei panni dell'osservatore romano, come inviato speciale fuori dai confini della Capitale), Pippo Crotti ed il maestro Eric Buffat per l'accompagnamento musicale. La sigla è invece curata da Jovanotti.
Ospiti sono i Negramaro, Fedez (1ª puntata), Lodovica Comello (2ª puntata), Alessandra Amoroso (3ª puntata), Emma Marrone (4ª puntata), Álvaro Soler (5ª puntata), Salvatore Esposito, Marco D'Amore (6ª puntata), Stefano Bollani, Bebe Vio, Giovanni Malagò (7ª puntata), Max Gazzè (8ª puntata), Francesca Michielin e Alessandro Del Piero (9ª e ultima puntata). Le puntate registrano una media complessiva di 722.058 telespettatori medi.

#### Seconda edizione (2016)
Ritorna poi in versione web, con ripresa amatoriale da smartphone e la compagnia degli amici del bar, prende occasionalmente su Facebook, nella sua prima versione co senza schola cantorum, occasionalmente tra il 14 giugno (con una puntata dedicata alla Nazionale Italiana di calcio, l'indomani della sua prima partita agli Europei di Francia 2016) e il 12 luglio 2016.
La diretta viene spostata alle 8:00, disponibile in chiaro in replica su TV8. La sigla è affidata ancora a Jovanotti. Presenze fisse sono quelle di Stefano Meloccaro (in qualità di co-conduttore), Gabriella Germani, Riccardo Rossi (nei panni de L'Osservatore Romano), Pippo Crotti ed il maestro Eric Buffat.

#### Terza edizione (2017)
L'ultima edizione del programma è stata trasmessa dal lunedì al venerdì alle 7:30 su Sky Uno e successivamente dalle ore 8:00, in replica in chiaro su TV8. La sera veniva replicato alle 20:30 su entrambi i canali.
Per questa edizione è stata trovata anche una nuova location, ovvero il Bar Delfo, in Piazza dei Giuochi Delfici, sempre in Roma. In questa edizione vengono saltuariamente inserite delle finestre in collegamento da Milano con il rapper Danti che propone dei talenti di strada che si esibiscono in diretta da Via Dante, vicino alla fermata della metropolitana Cairoli.
Un'altra novità che venne introdotta durante questa edizione fu che il programma si poteva ascoltare in diretta scaricando dallo store del proprio smartphone l'applicazione di Edicola Fiore. Anche in questa edizione la direzione musicale è curata dal maestro Eric Buffat.

### La chiusura (2017)
Il 5 settembre 2017 Fiorello dichiara all'ANSA di volersi dedicare a nuovi progetti e comunica la decisione di non riprendere Edicola Fiore, annunciandone di fatto la sua conclusione definitiva, a sei anni esatti dalla partenza spontanea del format. Quest'ultimo verrà in larga parte ripreso dal successivo VivaAsiago10! nel 2019, ambientato non in un comune bar, bensì in un glass studio appositamente realizzato all'esterno alla sede centrale di Radio Rai in Roma.

## Cast

### Gli amici del bar
Una delle principali componenti del format è la presenza della gente comune, ovvero amici e conoscenti di Fiorello, nonché clienti abitudinari dell'edicola e del bar da lui frequentati, diventati nel tempo presenze fisse e veri e propri personaggi, ciascuno contraddistinto da un soprannome. I più ricorrenti erano:
- Vito Scrimieri, detto "Agonia", per via dei suoi sguardi languidi e l'atteggiamento particolarmente statico, privo di vivacità. Portiere di origini pugliesi, è protagonista, spalleggiato e spinto da Fiorello, nella cosiddetta Agonia del mattino, rubrica che anticipa (e spesso sostituisce) l'Edicola vera e propria. Viene anche coinvolto nella chiosa della sigla di DoReCiakGulp!, rubrica del TG1 a cura di Vincenzo Mollica, e nel film Non è un paese per giovani (2017) del regista Giovanni Veronesi;
- Aldo De Martino, detto "GionUein", per via dell'inseparabile cappello che indossa, che lo rende riconducibile al celebre attore John Wayne. È un attempato signore in pensione che è solito portarsi dietro la sua chitarra, con la quale è protagonista di svariati siparietti musicali, spesso in apertura e chiusura dell'Edicola. Il 23 maggio 2013, Maria De Filippi, attraverso una clip, lo invita a partecipare come tronista nella versione over della trasmissione Uomini e donne;
- Fabio Fusai, detto ''Fabione'', è l'''assistente di scena'' di Fiorello, seduto sempre alla sua sinistra. È noto soprattutto per le sue risate vigorose e annessi colpi di tosse dinanzi alle battute e alle imitazioni dello showman, in particolare quella dell'ex-ministro Annamaria Cancellieri;
- Fabio Di Carlo, detto ''er Dottore'', è un vero dentista che lavora nella Capitale, conosciuto nell’ambiente per le sue capacità odontoiatriche, qui reso celebre dalla sua ‘zeppola’. È talvolta accompagnato dalla moglie, l'avvenente Maura Petroni, soprannominata, per l'appunto, la moglie der dottore;
- Ruggiero Del Vecchio, detto semplicemente ''Ruggiero'', è un ex sarto in pensione con la passione per la musica, simpaticamente lanciato come rapper;
- Enrica, detta ''la Cofanella'', è un'ex infermiera in pensione, così chiamata per via della sua impeccabile acconciatura, una bionda chioma cotonata;
- Cesare Fioretti, detto semplicemente Cesare, è l'edicolante, dallo spiccato accento romano, proprietario dell'edicola nella quale nasce l'omonima rassegna e in cui vengono ambientate le clip del primo periodo. È infatti presente solo nei primi anni dell'Edicola;
- Arnaldo Del Piave detto il puttaniere,
- Cipri
- er Pompa con la rubrica politica del sabato er Pompa Docet,
- Wilson,
- il vignettista Diz,
- Claudio Bandini detto "il Dandi"

### Laschola cantorum
La schola cantorum era composta: da gli Effervescenti Naturali Pacifico, Gino ed Eduardo Acciarino detti "i gemelli di Guidonia", Silvia Aprile, Shany Martin e i suoi "Fracasso da Velletri", Vincenzo Capua, Giuseppe De Siato, Gianmarco Fraska, Pierluigi Siciliani in arte Piji, il pianista Filippo "Filo" Merola, il chitarrista Giulio Viola e i rapper Snello e Salvatore Petrotta in arte "OthelloMan".

## Curiosità
- Il 18 gennaio 2013, il programma Italia domanda manda in onda una clip dell'Edicola tratta dalla puntata del giorno in cui il gruppo pone una serie di domande a Silvio Berlusconi in esclusiva per la trasmissione.

## Riconoscimenti
2014 - Premio Regia Televisiva come Miglior programma web